# Neurotoxin

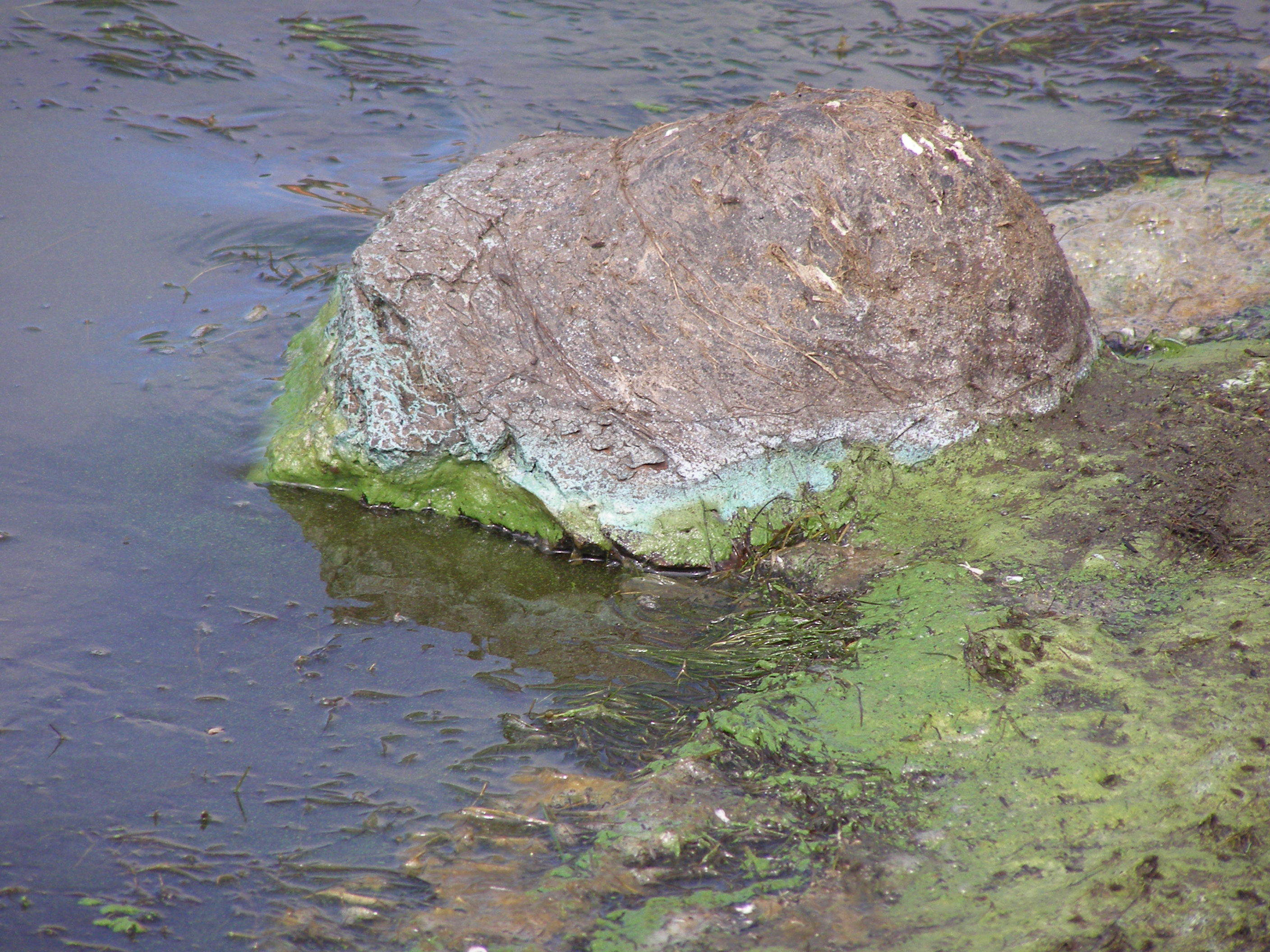
Neurotoxinok számos organizmus közt előfordulhatnak, például a cianobaktériumokban, amelyek nagy mennyiségben találhatók meg a folyók által partra sodort zöld habban.

A neurotoxinok (nevük ókori görög szavakból származik: νευρών [nevron] "ideg"/"izom" és τοξικόν [toxikon] "méreg") az exogén kémiai idegrendszeri károsodást okozó toxinok (mérgek), amelyek a fejlődő és az érett idegrendszeri szövetek funkcióit egyaránt károsan befolyásolják. A neurotoxin kifejezést egyaránt használják a már veszélyes mennyiségben neurológiai mérgezést okozó endogén vegyületek osztályozására is. Habár a neurotoxinok gyakran neurológiai pusztítást végeznek a szervezetben, kifejezetten az idegrendszer számára fontos idegi komponenseket támadják meg. A legközönségesebb neurotoxinok közé tartozik az ólom, az etanol, a glutamát, a nitrogén-monoxid, a botulinum toxin, a tetanusz toxin, és a tetrodotoxin. Ezek közül néhány anyag, például a nitrogén-monoxid és a glutamát nélkülözhetetlen a szervezet számára. Kizárólag túlzott mennyiségben vannak neurológiai veszélyei.

A neurotoxinok jellemzően képesek meggátolni az ionkoncentráció neuronvezérlését a sejtmembránon vagy a szinapszison keresztül. A neurotoxin-kitettség patológiája magába foglalja a neuron excitotoxicitásának vagy apoptózisának vizsgálatát, de gyakran a gliasejtek sérülését is. A neurotoxin-kitettség makroszkopikus megnyilvánulása lehet a központi idegrendszer kiterjedt károsodása, mint az értelmi fogyatékosság, a tartós memóriai gyengeség, az epilepszia és az elmebaj. Ezenkívül lehet a neurotoxin-mediált periférikus idegrendszer-károsodás, mint a neuropátia vagy a miopátia.

## Háttér

Ábra egy jellegzetes multipoláris idegsejtről (neuronról)

A társadalomban a neurotoxinoknak való kitettség nem újdonság, a civilizációk évezredek óta ki vannak téve a neurológiailag pusztító vegyületeknek. Egyik jelentős példa rá az ólommérgezés. A Római Birodalomban elterjedt az ólomcsövek használata a vízvezeték-hálózatok kiépítésekor. Ezen kívül ólomból készült edényekben ecettel forralták a bort, hogy édesebb legyen. E folyamatban az "ólomcukor" néven ismert édes, viszont rendkívül mérgező ólom-acetát keletkezett. Az idegrendszer érzékeny természete miatt a neurotoxinok az emberi történelem részévé váltak.

Az idegszövetek az agyban és a gerincvelőben találhatók meg. Egy rendkívül bonyolult biológiai rendszerből áll, ami nagyban meghatározza az egyének egyedülálló tulajdonságait. Olyan mint bármely másik komplex rendszer a szervezetben, viszont már sokkal kisebb mértékű változásra is érzékeny, ami funkcionális zavarokhoz vezet. Az idegszövetek érzékenységét okozó tulajdonságok magukba foglalnak egy idegsejtekből álló nagy felületet; nagy lipid-tartalmat, ami visszatartja a lipofil toxinokat; egy nagy véráramlást az agyba, ami fokozott hatékonysággal véd a toxinoknak való kitettség ellen; és a neuronok kitartását az egyén életén át. Ennek eredményeként az idegrendszerben számos védekező mechanizmus alakult ki, ami a belső és külső hatásoktól óv. Ilyen kialakult védekezőrendszer a vér-agy gát.
A vér-agy gát (angolul: Blood-Brain Barrier, BBB) a szervezet belső védelmének egyik kritikus példája, ami megakadályozza a toxinokat, és egyéb káros anyagokat, hogy elérjék a központi idegrendszer fő részét, az agyat. Mivel az agy a tápanyagok bevitelét, és a selejtes anyagok kivitelét igényli, ezt perfúzióval, a vér útján teheti meg. Viszont a vér bejuttathat számos toxint is, amelyek jelentős mennyiségű sejt halálozásához vezetnek, ha elérik az idegszövetet. Így, az agyban lévő hajszálereket védősejteknek nevezett asztrociták veszik körül, amelyek kiszűrik a vérben lévő tápanyagokat, majd továbbítják az idegsejteknek, és így számos kártékony anyagtól elszigetelik az agyat.

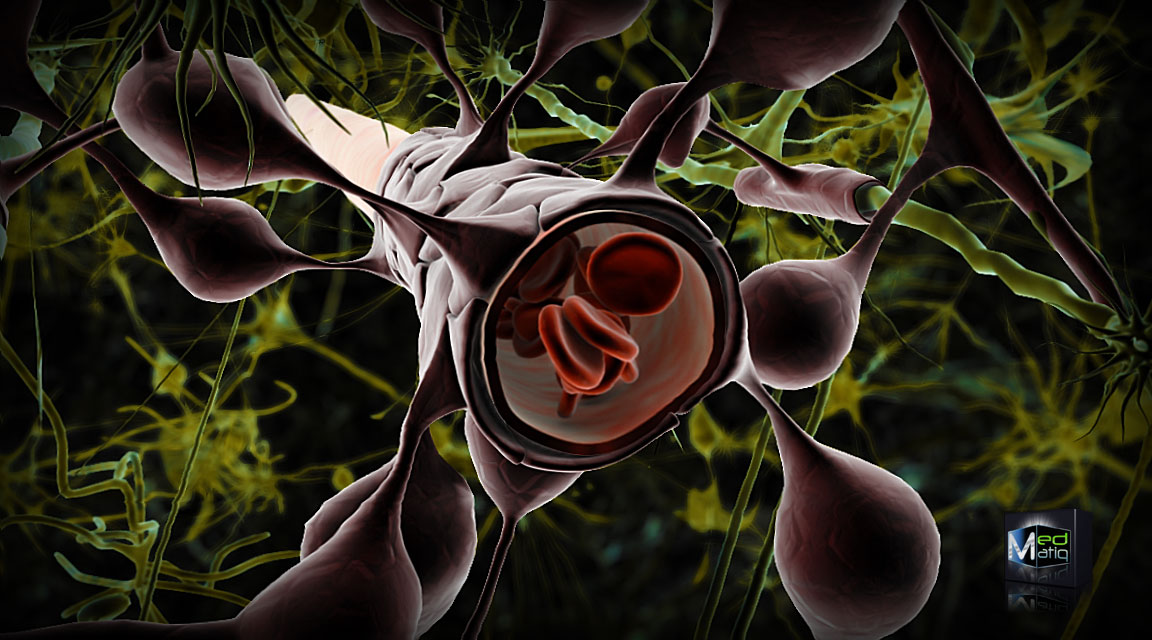
Asztrociták veszik körül az agy hajszálereit, ezzel képezik a vér-agy gátat

Ez a gát egy tömör, hidrofób réteget alkot az agyban lévő hajszálerek körül, ezzel megakadályozza a nagy, vagy hidrofil vegyületek bekerülését. A vér-agy gáthoz ráadásképp, az érhártyafonat egy védőréteget nyújt, ezzel akadályozza a toxinok felszívódását az agyban. Az érhártyafonatok a szövetek vaszkularizált rétegei, megtalálhatók a harmadik, a negyedik, és az oldalsó agykamrákban, ezek felelősek az agy-gerincvelői folyadék termeléséért. Fontos, hogy az ionok, a tápanyagok, és a nehézfémek (például ólom) szelektív szakaszain (az agyban és a gerincvelőben) szigorúan szabályzott környezetet tartanak fenn az érhártyafonatok.

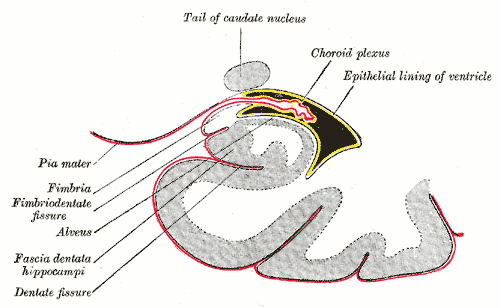
Érhártyafonat

Bizonyos neurotoxinok, amelyek hidrofób tulajdonságúak és aprók, vagy képesek blokkolni az asztrociták funkcióit, behatolhatnak az agyba, és maradandó károsodást okoznak benne. A modern időkben, a tudósok és az orvosok nagy kihívás előtt állnak, hogy azonosítani és kezelni tudják a neurotoxinokat, ennek eredményeképp egyre többen érdeklődnek a neurotoxikológia és a klinikai vizsgálatok iránt. A klinikai neurotoxikológia területe mégis virágzik, utat törnek a környezeti neurotoxinok felismerésében, így ma már 750-1000 potenciálisan neurotoxikus vegyületet tudnak osztályozni. Annak a kritikus jelentőségnek következtében, hogy felfedjék a közönséges környezetben lévő neurotoxinokat, egyedi protokollokat dolgozott ki az Amerikai Környezetvédelmi Hivatal (United States Environmental Protection Agency, röviden EPA), hogy felmérjék és megállapítsák a különböző vegyületek neurotoxikus hatásait (USEPA 1998). Emellett az in vitro-rendszerek használata is megnőtt, mivel ezek már sokkal fejlettebbek voltak a korábbiaknál. A fejlődésre példaként, ezek könnyen kezelhetőek, egységes környezetűek, és megszüntették a szisztémás anyagcsere szennyező hatásait. Az in vitro rendszerek viszont hibákat mutattak, mivel nehéz volt az idegrendszer bonyolultságát (például  a támogató asztrociták és idegsejtek közti kölcsönhatásokat a vér-agy gátnál) megfelelően reprodukálni. Ami még jobban bonyolította a neurotoxinok in vitroban történő kivizsgálását, hogy a neurotoxicitást és a citotoxicitást nehéz megkülönböztetni, az idegek és a vegyületek közvetlen érintkezését nem lehet megfigyelni sem in vivoban, sem pedig in vitroban. Emellett a sejtek vegyszerekkel való reagálását nem pontosan mutatja a különbséget neurotoxinok és citotoxinok között. Viszont a reagálás során a tünet oxidatív stressz, vagy csontvázszerű elváltozás.

## Alkalmazásai az idegtudományban
Bár a kémiai tulajdonságaik és funkcióik változatosak, közös tulajdonságuk, hogy valamilyen mechanizmussal járnak, és ezzel megzavarják, vagy teljesen megsemmisítik a szükséges komponenseket az idegrendszeren belül. Viszont kísérletek kimutatták, hogy a neurotoxinok nagyon hasznosak lehetnek az idegtudományok területén. Mivel a legtöbb élőlény idegrendszere egyrészt rendkívül összetett, másrészt elengedhetetlen a túléléshez, természetes célponttá vált a ragadozók számára. A méregtermelő organizmusok gyakran a ragadozók elleni védekezésre, vagy az áldozataik leterítésére használnak neurotoxinokat. Ezek a mérgek pont az ilyen célokra alakultak ki, máshoz nem is köthetők. Az efféle neurotoxinok gondoskodnak a hatékonyságról, vagyis az idegrendszer egyes elemeit pontosan és eredményesen veszik célba. A neurotoxinok egyik korai példái radioaktív tetrodotoxinon alapultak, ezzel elemezték először a nátrium-csatornákat, majd mikor pontosan kimérték azok koncentrációját az idegek membránjainak mentén.

## Az aktivitás mechanizmusa
Mivel a neurotoxinok negatív hatással vannak az idegrendszerre, számos mechanizmusuk az idegek sejtek közti folyamatainak akadályozására szolgál. Ezek a gátolt folyamatok a membrán depolarizációs mechanizmusai során terjedhetnek, blokkolják az idegek közti kommunikációt. A neurotoxinok megakadályozzák az idegsejteknek, hogy a várt introcelluláris feladataikat elvégezzék, vagy hogy átvihessék a jelet egy szomszédos sejtnek, szisztémás idegrendszeri bénulást okoznak. A botulinum toxin esetében az idegszövetek elhalnak. A tünetek észlelése után a neurotoxin különböző toxinok között változhat, a botulinum toxin órák alatt, az ólom évek alatt.
| Neurotoxin osztályozása                       | Neurotoxin                      |
| --------------------------------------------- | ------------------------------- |
| Na csatorna-inhibitorok                       | Tetrodotoxin                    |
| K csatorna-inhibitorok                        | Tetraetil-ammónium              |
| Cl csatorna-inhibitorok                       | Klorotoxin,                     |
| Ca csatorna-inhibitorok                       | Konotoxin                       |
| A szinaptikus vízhólyagmegjelenés inhibitorai | Botulinum toxin, tetanusz toxin |
| Receptor inhibitorok                          | Bungarotoxin Nyílméreg          |
| Receptor agonisták                            | 25I-NBOMe JWH-018               |
| Vér-agy gát inhibitorok                       | Alumínium, higany               |
| Citoszkeleton interferencia                   | Arzén, ammónia                  |
| Ca-mediált citotoxicitás                      | Ólom                            |
| Többszörös hatások                            | Etanol                          |
| Endogén neurotoxin-források                   | Nitrogén-monoxid, glutamát      |

### Inhibitorok, akadályok

#### Nátriumcsatorna

##### Tetrodotoxin

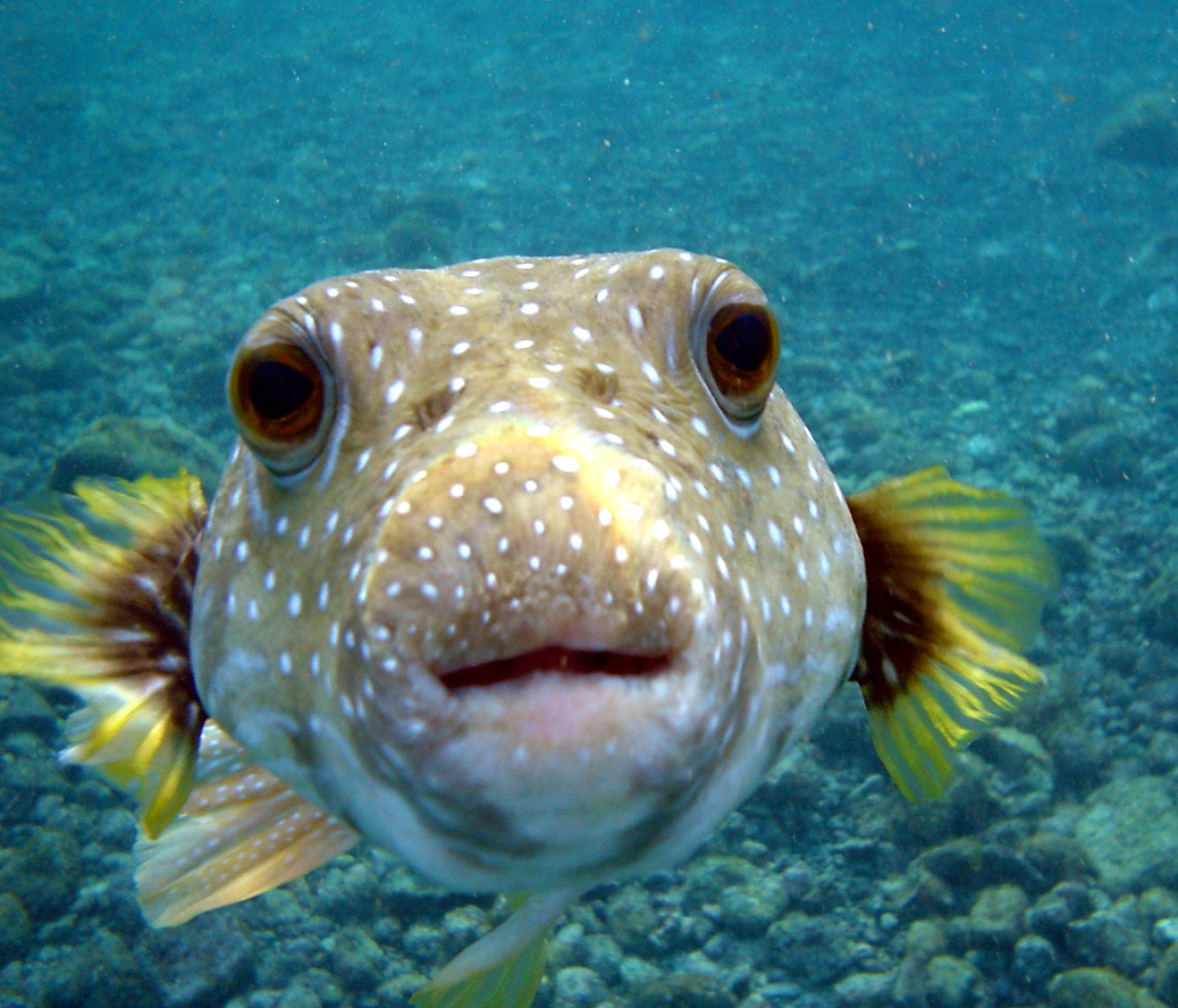
A gömbhal egy jól ismert tetrodotoxin-termelő állat

A tetrodotoxin (TTX) a Gömbhalfélékhez tartozó organizmusok által termelt méreganyag. Tetrodotoxint termel például a gömbhal, a holdhal, és a sünhalfélék. A gömbhal kedvelt étel Japánban, a tetrodotoxin a májában, az ivarmirigyében, petefészkében, a beleiben és a bőrében termelődik. A tetrodotoxin fogyasztása halálos lehet, sok országban a mérgezések egyik gyakori formájává vált. Leggyakoribb tünetei közé tartozik a peresztézia, (gyakran a szájban és a végtagokban korlátozódik), az izomgyengeség, a hányinger, az étvágytalanság és a hányás. A tünetek a szervezetbe kerülés után fél órán belül jelentkeznek. Az elsődleges mechanizmus, amellyel a TTX toxikusnak mondható, hogy az idegsejt-kommunikáció működőképességét csökkenti azáltal, hogy lebénítja a nátrium-csatorna funkcióit. Ez a gátlás nagy hatással van a nátrium-csatornák TTX-érzékeny (TTX-s) részhalmazára, amely történetesen nagyban felelős a nátrium áramlásáért.

A nátrium-csatornáknak van egy TTX-nek ellenálló formája, amelynek korlátolt érzékenysége van tetrodotoxinra. Ezek tömegesen fordulnak elő a kis átmérőjű axonokban mint például a nocicepciós idegsejtekben. Ha a tetrodotoxint jelentős mennyiségben juttatják be a szervezetbe, az megköti az idegek nátrium-csatornáit, és csökkenti a membránok nátriumáteresztő-képességét. Ez egy kifejezetten hatásos értékküszöböt eredményez a szükséges serkentő jeleknek annak érdekében, hogy növelje a posztszinaptikus idegek teljesítményét. A magasabb limitű jelátvitel a posztszinaptikus idegek csökkent ingerlékenységéhez vezet, amely később a mozgást és az érzékelést is lassítja, ezzel bénulást és halált okozva. Habár az asszisztált lélegeztetés megnövelheti a túlélés esélyét a tetrodotoxin bejutása után is, jelenleg még nem létezik rá antitoxin, ellenszer. Az acetilkolin-eszteráz Neosztigmin, vagy a muszkarin acetilkolin antagonista Atropin (ami a paraszimpatikus tevékenységeket akadályozza) használata viszont eléggé megsokszorozza a szimpatikus idegek aktivitását, ezzel is javítva az esélyt a tetrodotoxin-mérgezés túlélésére.

#### Káliumcsatorna

##### Tetraetil-ammónium
A tetraetil-ammónium (TEA) egy vegyület, amit -számos neurotoxinhoz hasonlóan- először az idegrendszerre kifejtett káros hatásairól ismertek fel. Az irányító sejtekre gyakorolt pusztítása miatt a károsítás módjában a nyílméreghez hasonló.

#### Kloridcsatorna

##### Klorotoxin
A klorotoxin (ClTX) a skorpióméregben található aktív vegyület, főként azért mérgező, mert képes meggátolni a klorid-csatornák vezetőképességét. Halálos mennyiségű klorotoxin lenyelése az ioncsatorna átszakadása miatt bekövetkező bénuláshoz vezet. A botulinum toxinhoz hasonlóan a klorotoxinnak is jelentős gyógyászati fontossága van. Bebizonyították, hogy a ClTX a gliómák agy egészséges idegszöveteibe történő beszivárgását is képes meggátolni, ezzel jelentős mértékben csökkenti a tumorok ártalmas hatásait.

#### Szinaptikus vízhólyag megjelenése

##### Botulinum toxin
A Botulinum Toxin (BTX) egy neurotoxin-csoport, amelynek nyolc különböző vegyülete létezik, ezekre BTX-A, B, C, D, E, F, G és H néven hivatkoznak. Ezeket a Clostridium botulinum nevű baktérium állítja elő, izombénulást okoznak. Érdemes megjegyezni, hogy a BTX viszonylag közönséges terápiás szer, amit a disztónia, és egyéb görcsöléses rendellenességek kezelésére használnak annak ellenére, hogy a legmérgezőbb ismert anyag. Mivel a toxin biológiailag nagyon aktív, becsülten 1μg/testsúlykg dózis már elegendő, hogy elégtelen légzéstérfogatot idézzen elő és fulladásos halált eredményezzen. Nagy toxicitásának köszönhetően a BTX antitoxinjainak kifejlesztése egy aktív ága lett a kutatásoknak. Kimutatták, hogy a kapszaicin (a chili paprika csípősségéért felelős vegyület) képes megkötni a TRPV1 receptort a kolinerg idegeken, így gátolja a BTX hatásait.

#### A vér-agy gát

##### Higany
A higany képes arra, hogy átmenjen a vér-agy gáton, átvándoroljon az agyba, és pusztítást végezzen a központi idegrendszerben. A higany számos különböző vegyületben előfordul, bár csak a metil-higany (CH3Hg+), a dimetil-higany (Hg(CH3)2) és a dietil-higany (Hg(C2H5)2) okoz jelentős neurológiai károsodást. A dietil-higanyt és a dimetil-higanyt tekintik a valaha felfedezett legerősebb neurotoxinoknak. A metil-higany általában tengeri ételek fogyasztása útján kerül a szervezetbe, mivel hajlamos az organizmusokban való feldúsulásra. Ismeretes, hogy a higany-ionok meggátolják az aminosav- és a glutamát szállítást, ez potenciálisan excitotoxikus hatásokhoz vezet.

## Fordítás
Ez a szócikk részben vagy egészben  a   Neurotoxin című angol Wikipédia-szócikk ezen változatának fordításán alapul.  Az eredeti cikk szerkesztőit annak laptörténete sorolja fel. Ez a jelzés csupán a megfogalmazás eredetét és a szerzői jogokat jelzi, nem szolgál a cikkben szereplő információk forrásmegjelöléseként.